# Marblehead (Massachusetts)
Marblehead – miasto w Stanach Zjednoczonych, w stanie Massachusetts, w hrabstwie Essex, nad Atlantykiem.